# Sean Phillips (Spezialeffektkünstler)
Sean Phillips (geb. vor 1989) ist ein Filmtechniker, der sich auf visuelle Effekte spezialisiert hat.

## Leben
Phillips studierte an der Michigan State University Informatik in der Hoffnung auf eine Karriere als Computergrafiker. Doch als er erkannte, dass man während des Studiums keine künstlerische Ausbildung erhält, wechselte er in seinem zweiten Jahr zu Engineering Arts mit einer Anwendung in Industrial Design. Nach seiner Ausbildung und mehreren Stationen bei Walt Disney und Sony Pictures Imageworks landete er Ende 2010 bei DreamWorks Animation als Visual Effects Supervisor.

## Filmografie (Auswahl)
- 1989: Moontrap
- 1995: Outbreak – Lautlose Killer (Outbreak)
- 1995: Species
- 1995: Waterworld
- 2000: Dinosaurier
- 2002: Stuart Little 2
- 2003: Bad Boys II
- 2004: Der Polarexpress (The Polar Express)
- 2006: Jagdfieber (Open Season)
- 2007: Die Legende von Beowulf (Beowulf)
- 2010: Alice im Wunderland (Alice in Wonderland)
- 2013: Turbo – Kleine Schnecke, großer Traum (Turbo)

## Auszeichnungen
- 2007: Satellite Award: Nominierung in der Kategorie Beste visuelle Effekte für Die Legende von Beowulf
- 2010: Satellite Award: Beste visuelle Effekte für Alice im Wunderland
- 2011: Critics’ Choice Award: Nominierung in der Kategorie Beste visuelle Effekte für Alice im Wunderland
- 2011: BAFTA Award: Nominierung in der Kategorie Beste visuelle Effekte für Alice im Wunderland
- 2011: Oscar: Nominierung in der Kategorie Beste visuelle Effekte für Alice im Wunderland